# Common Identity Repository
Das Common Identity Repository (CIR, dt.: Gemeinsamer Speicher für Identitätsdaten) ist ein Informationssystem für Grenzschutz- und Sicherheitsbehörden der Schengen-Länder. Neben ähnlichen Systemen in China und Indien zählt es zu den größten Informationssystemen zur Abfrage biometrischer Daten weltweit. Es dient der Auswertung von sechs nichtöffentlichen Datenbanken zu Personen, Kraftfahrzeugen, Banknoten, gestohlenen Ausweisdokumenten und Schusswaffen. Zugriffsberechtigt sind Polizeibehörden, Grenzschutz- und Sicherheitsbehörden in Schengen-Ländern sowie die europäischen Behörden Europol und Eurojust.

## Struktur
CIR ermöglicht mit einer einheitlichen Bedien-Oberfläche Abfragen folgender sechs Datenbanken:
- SIS (Schengen-Informationssystem)
- VIS Visa-Informationssystem
- EURODAC (European Dactyloscopy) – Abdrücke aller Finger von Asylbewerbern, bestimmten Drittstaatsangehörigen und Staatenlosen ab 14 Jahren
- EES (Entry / Exit System) – Biometrie-Daten aller Drittstaatsangehörigen, die EU-Außengrenzen überschreiten.
- ECRIS-TCN („European Criminal Records Information System for Third-country Nationals“) – Strafregister für in der EU ansässige Drittstaatsangehörige.
- ETIAS (Europäisches Reiseinformations- und Genehmigungssystem – wie ESTA in den USA)

sowie bei Europol- und Interpol-Agenturen.

## Rechtliche Aspekte
Rechtsgrundlagen sind:
- das Schengener Übereinkommen und die zugehörigen Durchführungsvereinbarungen
- die Interoperabilitätsverordnung für polizeiliche und justizielle Zusammenarbeit, Asyl und Migration
- die Interoperabilitätsverordnung für Grenzen und Visa

sowie
- Verordnung (EU) 2019/816[2]

- Verordnung (EU) 2019/817[3]

- Verordnung (EU) 2019/818[4]

## Zeitplan
Die Inbetriebnahme ist für das Jahr 2023 geplant.

## Kosten
- 425 Millionen Euro – für den Aufbau der „Interoperabilität“ bis 2027
- 480 Millionen Euro für EES
- 210 Millionen Euro für ETIAS
- 68 Millionen Euro für die SIS II-Erneuerung

Weitere Mittel sind für Eurodac und das VIS erforderlich. Die Kosten der Zentralsysteme werden vom Gesamthaushalt der Union getragen.
Mitgliedstaaten und Europol zahlen für nationale Verbindungen. Regierungen können hierzu die Finanzierung aus dem Fonds für innere Sicherheit beantragen.

## Zentralisierung: Europäische Agentur für große IT-Systeme
Der Betrieb des CIR obliegt der Europäischen Agentur für große IT-Systeme (englisch Agency for large-scale IT systems).
Die Agentur Eu-LISA nahm ihren Betrieb in Tallinn, der Hauptstadt Estlands, am 1. Dezember 2012 auf.

### Kritik und Missbrauch
Die Suche ist an sich zur Aufklärung schwerer Verbrechen vorgesehen.
Bürgerrechtler sehen in dieser Konzentration biometrischer Daten durch Regierungen eine Bedrohung der Privatsphäre, da im Rahmen der „Schengener Datenklau-Affäre“ ein belgischer Beamter SIS-Daten an die organisierte Kriminalität verkaufte.
Raphael Bossong (Stiftung Wissenschaft und Politik) wandte ein: Unklar bleibe, „ob die Verhältnismäßigkeit stimmt und wie der rechtlich schwammige Begriff von ‚schweren Verbrechen’ dann konkret ausgelegt wird“.